# Hanna-Renate Laurien

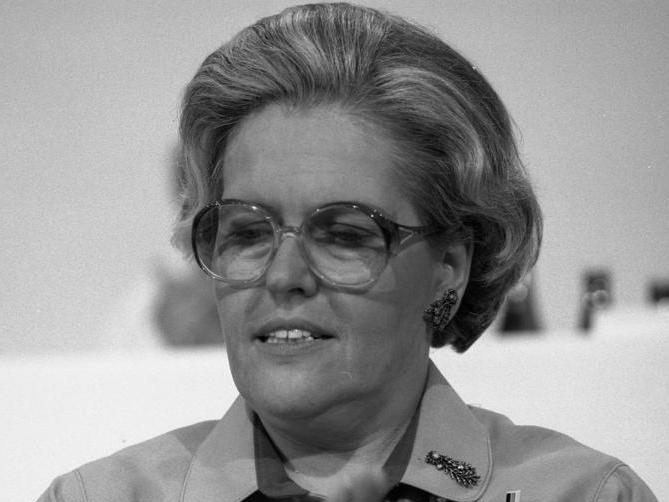
Hanna-Renate Laurien (1978)

Hanna-Renate Laurien (* 15. April 1928 in Danzig; † 12. März 2010 in Berlin) war eine deutsche Gymnasiallehrerin und Politikerin (CDU). Sie war von 1976 bis 1981 Kultusministerin in Rheinland-Pfalz, von 1981 bis 1989 Schulsenatorin von Berlin und von 1991 bis 1995 Präsidentin des Abgeordnetenhauses von Berlin.

## Leben und Beruf

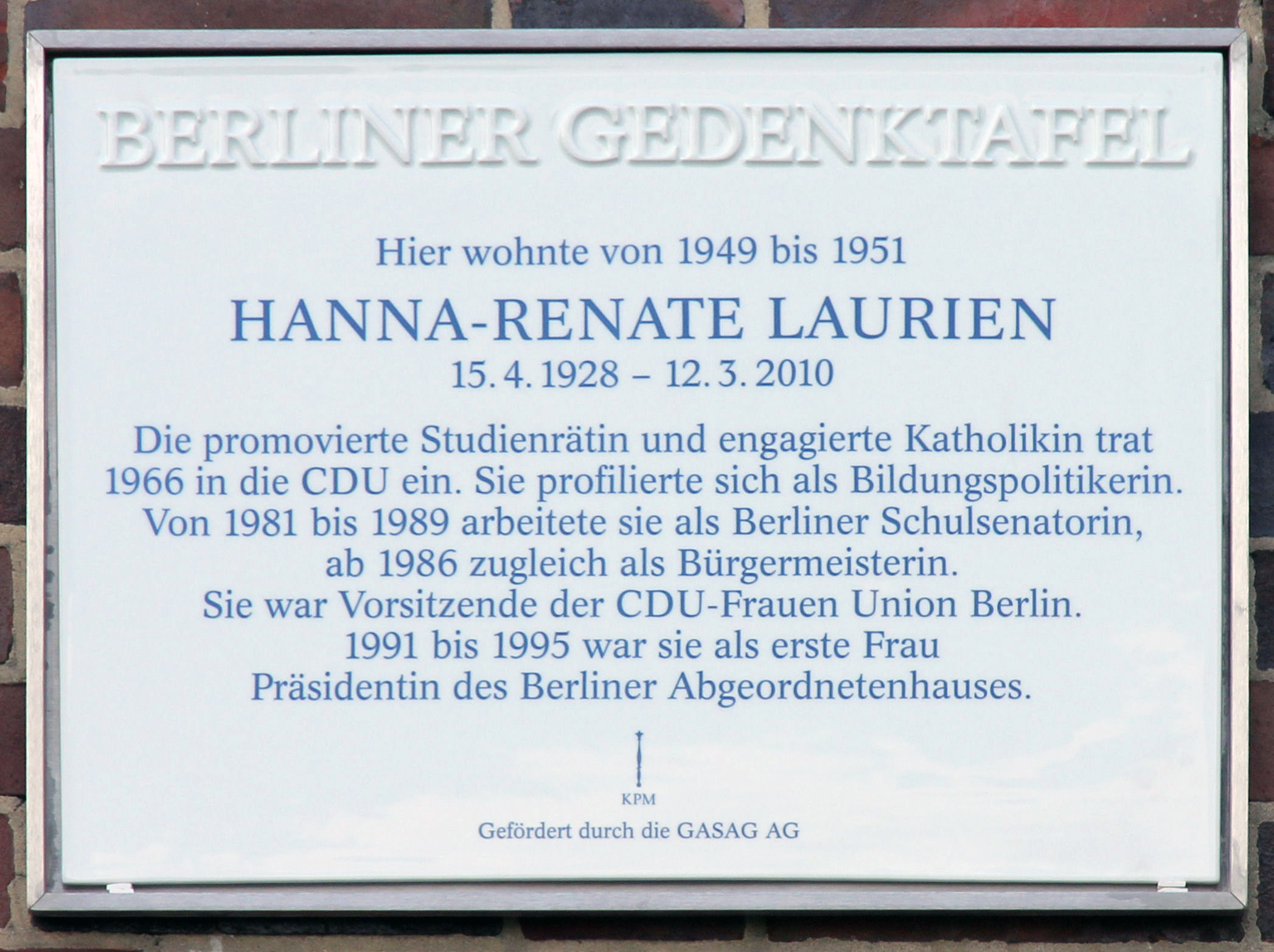
Berliner Gedenktafel am ehemaligen Wohnhaus, Hildburghauser Straße 131, in Berlin-Lichterfelde

Hanna-Renate Laurien entstammte einer westpreußischen Beamtenfamilie. Sie wurde als Tochter des Chemikers und späteren Ministerialrats Helmut Laurien (1901–1985) und dessen Frau Charlotte, geb. Feuerabend (1899–1988), einer Lehrerin, geboren und wuchs in Danzig auf. Sie besuchte Gymnasien in Spremberg in der Niederlausitz und in Berlin. Wegen guter Leistungen übersprang Laurien eine Klasse. Von 1944 bis 1945 war sie beim Reichsarbeitsdienst. Nach dem Abitur 1946 studierte sie Germanistik, Anglistik und Philosophie an der Humboldt-Universität zu Berlin. 1948 wurde sie Mitbegründerin der Freien Universität Berlin.
1951 legte Hanna-Renate Laurien das Staatsexamen ab und wechselte in den nordrhein-westfälischen höheren Schuldienst, zunächst in Euskirchen, dann in Bonn. 1952 promovierte sie in Germanistik. Von 1957 bis 1963 arbeitete sie im Düsseldorfer Kultusministerium. Von 1963 bis 1965 war sie Fachleiterin an einem Studienseminar.
Als Oberstudiendirektorin der Königin-Luise-Schule in Köln von 1965 bis 1970 sorgte sie 1967 dafür, dass eine schwangere Schülerin entgegen damals geltenden Gesetzen zum Abitur zugelassen wurde. Ebenso setzte sie ein Jahr später durch, dass eine schwangere, unverheiratete Lehrerin keine Disziplinarstrafe erhielt und nicht versetzt wurde. Wegen ihres resoluten Auftretens als Berliner Schulsenatorin wurde Hanna-Renate Laurien in den 1980er Jahren auch mit dem Spitznamen „Hanna Granate“ oder auch „Hanna Granata“ bezeichnet.
Hanna-Renate Laurien lebte zuletzt in Berlin-Lankwitz, wo sie 2010 verstarb. Das Requiem wurde am 27. März 2010 in ihrer Heimatgemeinde Mater Dolorosa in Lankwitz abgehalten. Zwei Tage nach ihrer Beisetzung feierte Georg Kardinal Sterzinsky ein Pontifikalrequiem in der St.-Hedwigs-Kathedrale. Ihr Grab befindet sich auf dem Friedhof In den Kisseln in Berlin-Spandau.

## Abgeordnete

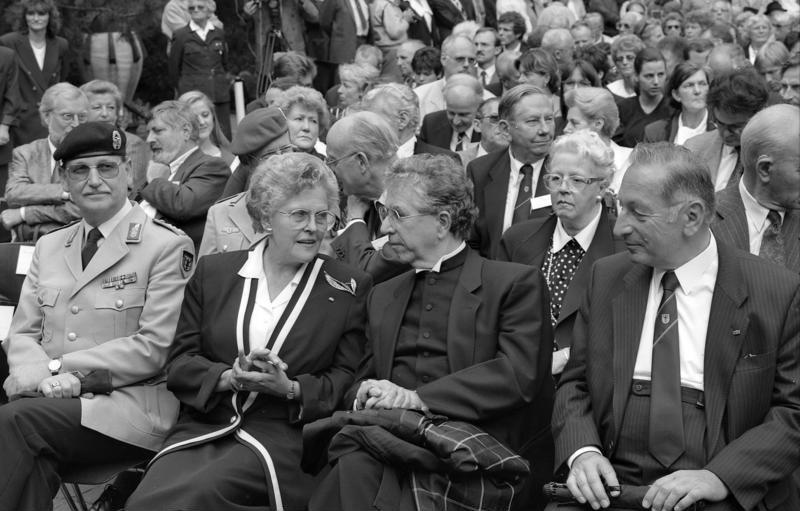
Hanna-Renate Laurien neben Bischof Martin Kruse 1991 bei der Feierstunde in der Gedenkstätte Plötzensee

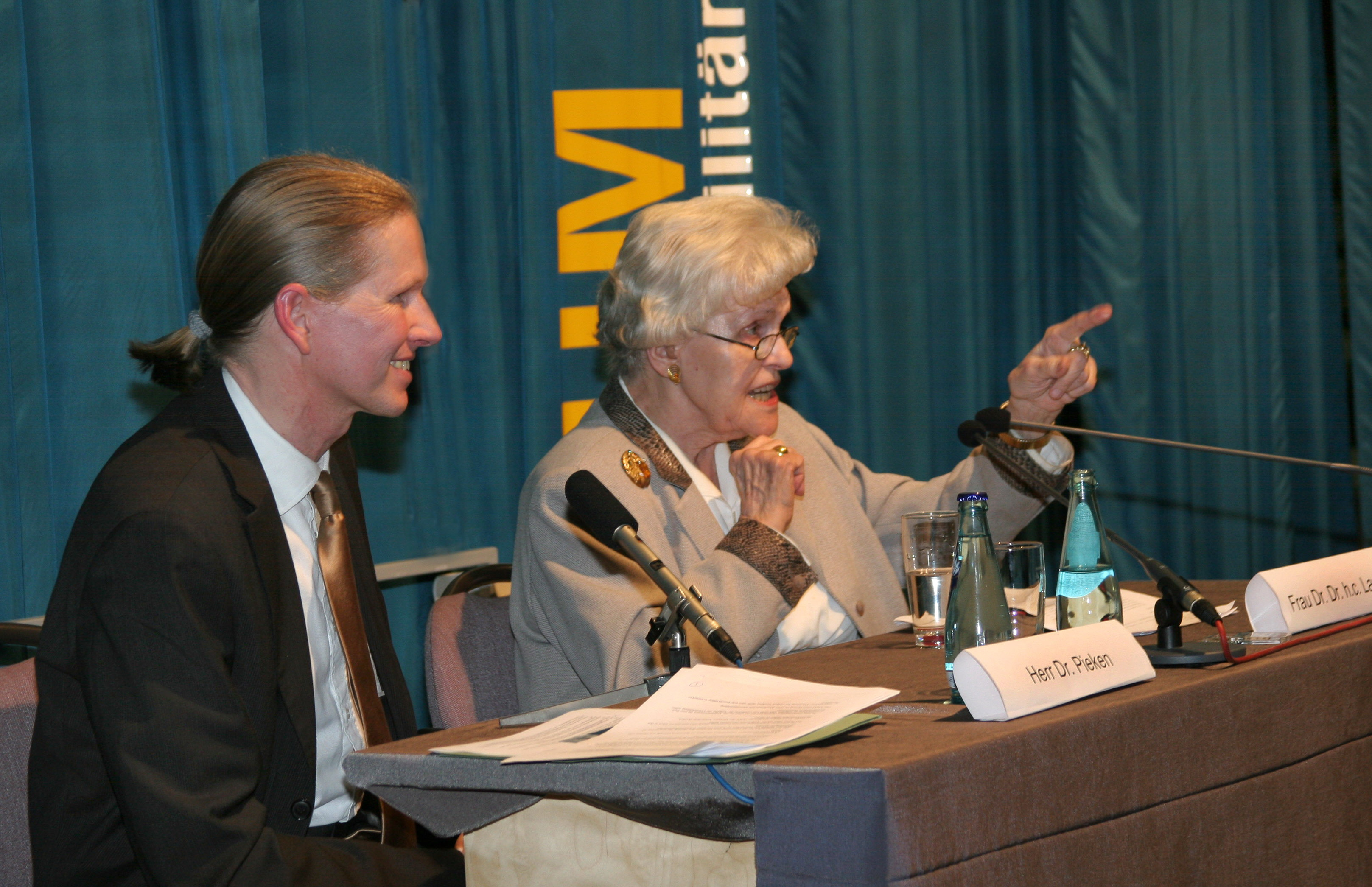
Hanna-Renate Laurien (2009)

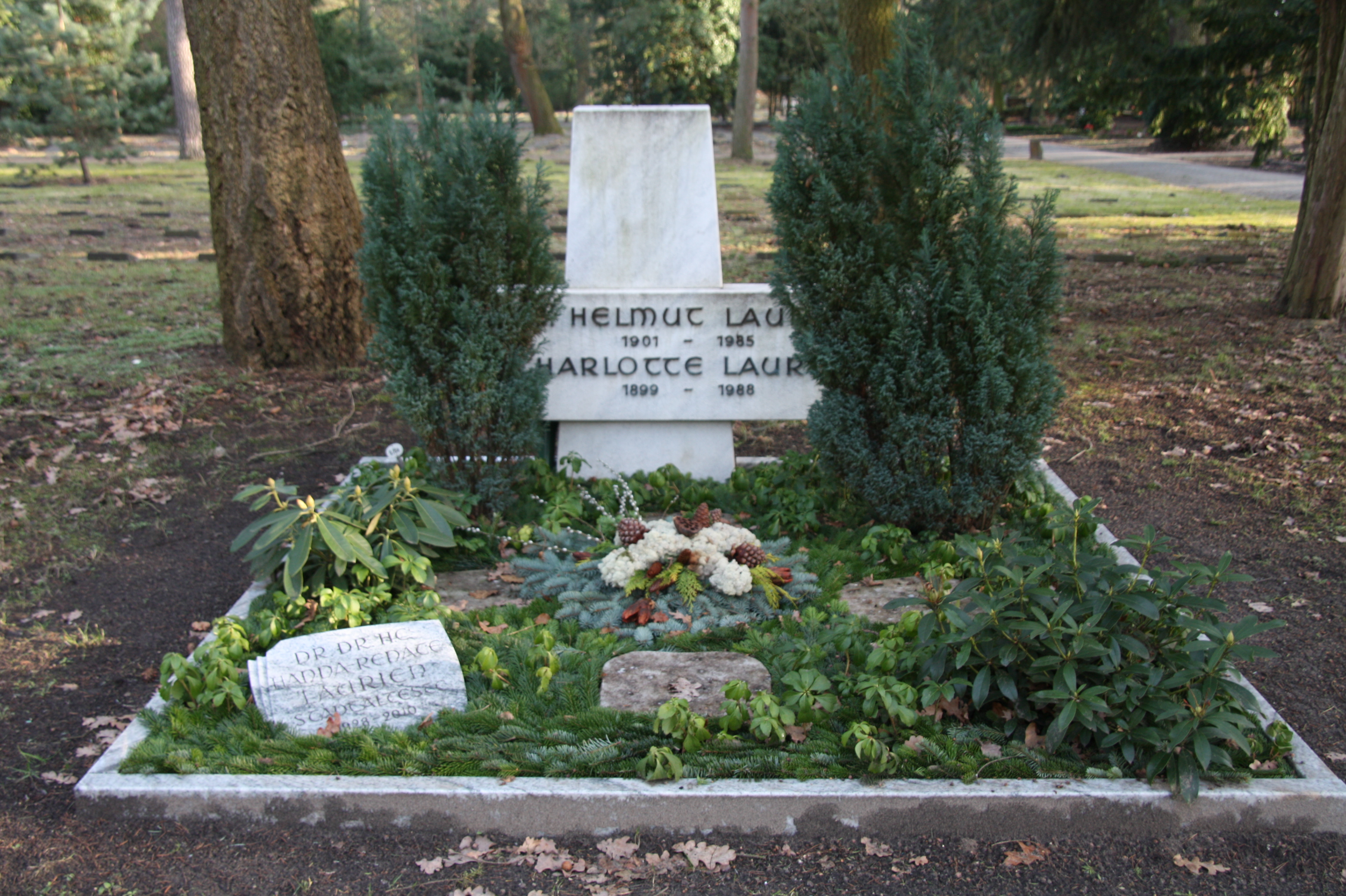
Grab Hanna-Renate Lauriens auf dem Spandauer Friedhof In den Kisseln

Hanna-Renate Laurien trat 1966 der CDU bei. Von 1967 bis 1970 war sie stellvertretende Kreisvorsitzende der CDU in Köln. Von 1975 bis 1981  gehörte sie dem rheinland-pfälzischen Landtag an.
Bei der konstituierenden Sitzung des am 2. Dezember 1990 neu gewählten Berliner Abgeordnetenhauses wurde Laurien am 11. Januar 1991 als erste und bis 2023 einzige Frau zur Präsidentin des Abgeordnetenhauses von Berlin gewählt. Unter anderem setzte sie sich engagiert für die Verlegung des Sitzes der Bundesregierung von Bonn nach Berlin ein. Die Berliner Bevölkerung rief sie im Herbst 1992 erfolgreich zu Demonstrationen gegen aufkeimende Ausländerfeindlichkeit und Rassismus auf. 
Es ist dem Einsatz Hanna-Renate Lauriens zuzuschreiben, dass fünf Gemälde von Gerhard Richter im Festsaal des Abgeordnetenhauses aufgehängt werden konnten. Ein sehr lukratives Angebot eines Museums für die Übernahme der Bilder schlug sie aus. Als sie zu den Berliner Parlamentswahlen 1995 nicht wieder kandidierte, gab ihr ein Chor von Abgeordneten aller Fraktionen zum Abschied ein Ständchen.
1996 schied Laurien aus dem CDU-Bundesvorstand aus und zog sich aus der Politik zurück.

## Öffentliche Ämter
Ab 1970 war Hanna-Renate Laurien Hauptabteilungsleiterin, ab 1971 Staatssekretärin in Mainz unter dem rheinland-pfälzischen Kultusminister Bernhard Vogel, mit dem sie seit dieser Zeit befreundet war.
Von 1976 bis 1981 gehörte sie als Kultusministerin dem Kabinett Vogel I an, als Bernhard Vogel Ministerpräsident von Rheinland-Pfalz wurde. Von 1977 bis 1981 war Markus Schächter der Leiter der Abteilung Öffentlichkeitsarbeit in ihrem Ministerium.
1981 holte Richard von Weizsäcker sie nach seiner Wahl zum Regierenden Bürgermeister von Berlin als Schul- und Jugendsenatorin nach Berlin. Als von Weizsäcker 1984 Bundespräsident wurde, bewarb sie sich um das Amt der Regierenden Bürgermeisterin, unterlag jedoch in einer CDU-internen Kampfabstimmung Eberhard Diepgen. Laurien blieb jedoch Senatorin und wurde 1986 zusätzlich Bürgermeisterin von Berlin.
Mit dem Wahlsieg Walter Mompers im Januar 1989 schied sie aus beiden Ämtern aus.
Hanna-Renate Laurien war ehrenamtlich an der Spitze des Internationalen Bundes als Mitbegründerin und stellvertretende Vorsitzende des Vereins Gegen das Vergessen – für Demokratie, Schirmherrin der Deutschen Multiple-Sklerose-Gesellschaft Berlin und von Kirche positHIV und als Vorsitzende des Vereins der ehemaligen Mitglieder des Berliner Abgeordnetenhauses tätig. Sie war ferner Schirmherrin der Tabea-Kinderbegräbnisstätte auf dem Kreuz-Friedhof in Berlin-Lankwitz, der ersten Berliner Kinderbegräbnisstätte.

## Katholikin
Laurien wuchs in einem protestantischen Elternhaus auf. 1952 konvertierte sie zur römisch-katholischen Kirche. Lauriens Schwester war evangelische Pastorin an St. Nikolai (Spandau).
Sie war von 1967 bis 2000 Mitglied des Hauptausschusses im Zentralkomitee der deutschen Katholiken (ZdK) und leitete von 1975 bis 1997 die Kulturpolitischen Kommissionen des ZdK. Von 1972 bis 1975 war sie Präsidiumsmitglied der Würzburger Synode und von 1991 bis 2000 Vorsitzende des Berliner Diözesanrats der Katholiken. Von 1996 bis 2004 war Laurien Vorsitzende des Berliner Diözesanverbands des Katholischen Deutschen Frauenbundes (KDFB). Sie sprach im Ersten Deutschen Fernsehen das Wort zum Sonntag.
Laurien war geweihte Jungfrau und seit dem 2. Oktober 1960 Mitglied der Dominikanischen Laiengemeinschaft. Sie wohnte in Berlin-Lankwitz und fühlte sich in besonderem Maße der Gemeinde Mater Dolorosa und dem Berliner Institut M.-Dominique Chenu verbunden. Von 1991 bis 2010 war sie Mitglied des Diözesanrates der Erzdiözese Berlin, dessen Vorsitz sie von 1991 bis 2000 übernommen hatte. Sie unterstützte den Aufbau der Katholischen Akademie in Berlin.
Als Mitglied von donum vitae stellte sie sich am 20. Juli 2006 mit einem „Zwischenruf“, gemeinsam mit den Politikern Hans Maier, Bernhard Vogel, Annette Schavan und Friedrich Kronenberg, gegen eine Erklärung der deutschen Bischöfe vom 20. Juni 2006 zum Verein donum vitae. 2009 setzte sie sich auch für das Volksbegehren Pro Reli ein.

## Gedenkkultur
Hanna-Renate Laurien setzte sich in der öffentlichen Diskussion intensiv mit dem Nationalsozialismus, der Würdigung seiner Opfer und der Bekämpfung seiner Nachfolger auseinander. So hielt sie am 17. August 2004 anlässlich einer Gegendemonstration zu den jährlichen Aufmärschen der Neonazis am Todestag von Rudolf Heß in dessen Begräbnisort Wunsiedel eine viel beachtete Rede gegen den „schamlosen Mythos“ um Heß. Sie wandte sich gegen den Ausdruck „arischer Friede“, der kein Friede, sondern der Abschied von der Menschenwürde der Unterschiedlichen sei. „Wir wollen nicht Arier, wir wollen Menschen sein“, betonte sie. Laurien war Befürworterin der Errichtung eines zentralen Mahnmals zur Verfolgung Homosexueller in der Zeit des Nationalsozialismus und äußerte dazu: „Wir dürfen die Opfer des Terrors nicht in Güteklassen einteilen. Gott hat jedem Menschen die gleiche Würde gegeben.“

## Auszeichnungen

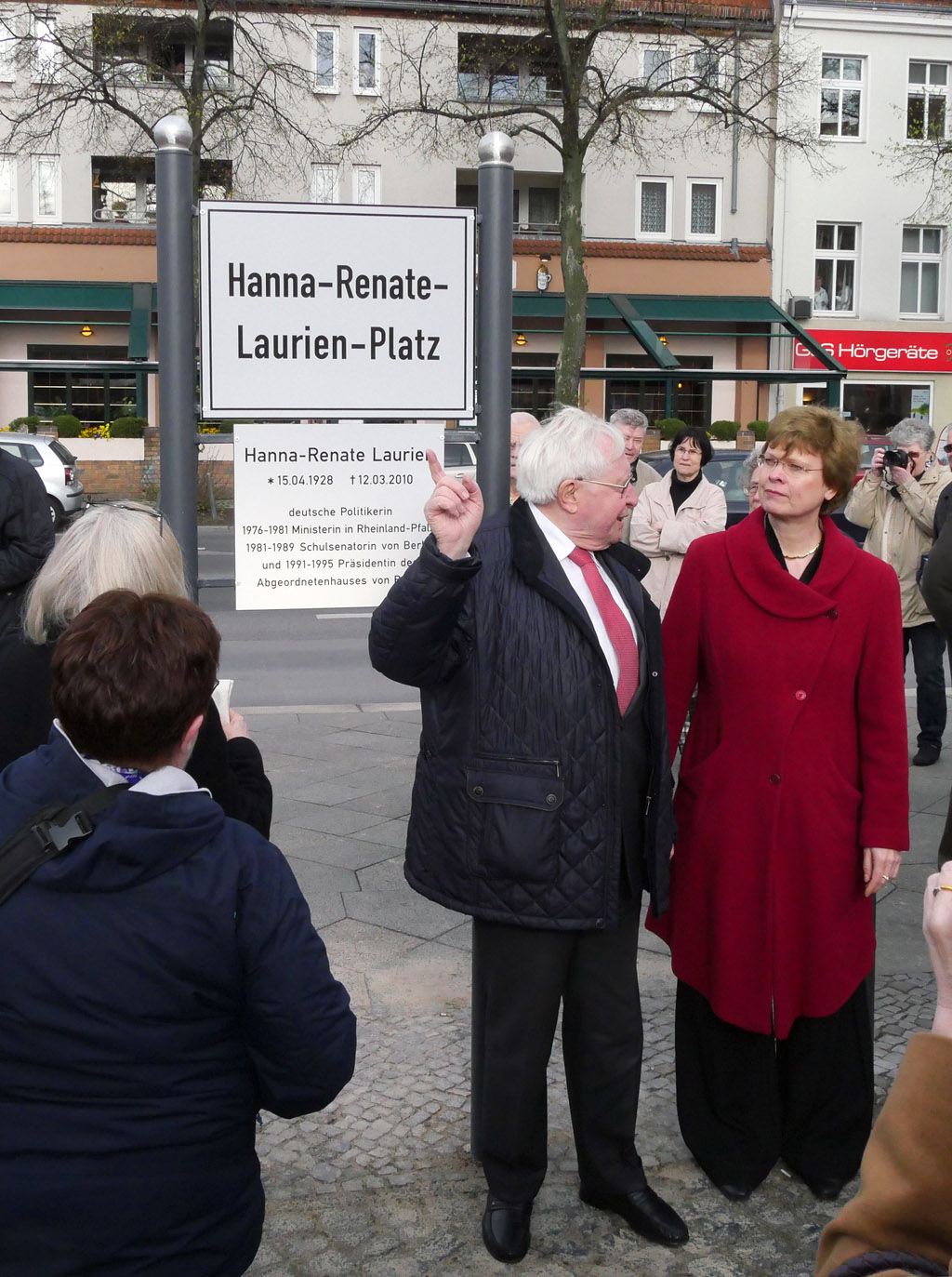
Bernhard Vogel und Cerstin-Ullrike Richter-Kotowski bei der Einweihung des Hanna-Renate-Laurien-Platzes

1996 wurde Hanna-Renate Laurien der Ehrentitel einer Stadtältesten von Berlin verliehen. Laurien wurde 1999 mit der Louise-Schroeder-Medaille des Abgeordnetenhauses von Berlin ausgezeichnet. 2002 gab sie aus Protest gegen die Auszeichnung der Schriftstellerin Daniela Dahn die Medaille zurück. Sie war Ehrenmitglied des Freundes- und Förderkreises des Georg-Meistermann-Museums Wittlich Der Schwebende Punkt.
Laurien wurde für ihr Engagement in der katholischen Kirche mit der Ehrendoktorwürde der Katholisch-Theologischen Fakultät der Westfälischen Wilhelms-Universität Münster geehrt.
1981 wurde sie mit dem Großen Bundesverdienstkreuz des Verdienstordens der Bundesrepublik Deutschland durch Bernhard Vogel, Ministerpräsident von Rheinland-Pfalz, und 1995 mit dem dazugehörigen Stern ausgezeichnet.
Am 14. April 2016 wurde der Vorplatz vor dem Rathaus Lankwitz am Bahnhof Berlin-Lankwitz nach ihr benannt. Der Festakt wurde auf dem Platz unter der Teilnahme von Ministerpräsident a. D. Bernhard Vogel, Kulturstaatsministerin Monika Grütters und Bezirksstadträtin Cerstin-Ullrike Richter-Kotowski begangen.
Am 11. August 2021 wurde an ihrem ehemaligen Wohnort, Berlin-Lichterfelde, Hildburghauser Straße 131, eine Berliner Gedenktafel enthüllt.

## Kabinette
- Landesregierungen Rheinland-Pfalz: Kabinett Vogel I – Kabinett Vogel II
- Landesregierungen Berlin: Senat Weizsäcker – Senat Diepgen I – Senat Diepgen II